# Christine Benvenuto
Christine Benvenuto ist eine US-amerikanische Journalistin und Schriftstellerin. Sie wird dem Feminismus zugerechnet und wurde besonders mit Darstellungen zur Transgenderproblematik bekannt.

## Leben
Christine Benvenuto wuchs in Brooklyn, New York, auf und schloss ihre Schulbildung mit einem BA am Sarah Lawrence College ab.
Sie war mit Joy Ladin verheiratet und lebt mit ihrem Ehemann, dem Harvard-Volkswirt Stephen Marglinden, und drei Kindern aus erster Ehe in New England.

## Schriften
Geschlechtsumwandlungen
Benvenuto ist die Autorin des Werkes Sex Changes: A Memoir of Marriage, Gender, and Moving On, in dem sie die Erfahrungen ihrer zwanzigjährigen Ehe und des Familienlebens mit einem transsexuellen Ehemann darstellt.
Die heidnische Frau
In ihrem Werk Shiksa: The Gentile Woman in the Jewish World stellt Benvenuto die Schwierigkeiten einer „Schickse“, also einer nichtjüdischen Frau, in einer orthodox jüdischen Familie dar.
Benvenuto ist Autorin einer großen Zahl von Kurzgeschichten, Artikeln und Reportagen.

## Preise und Auszeichnungen
- 2012 Brooklyn Non-Fiction Prize für ihre Erzählung „Death in Brooklyn.“[2]
- Ludwig Vogelstein Award für Dichtung

## Publikationen
- Sex Changes: A Memoir of Marriage, Gender, and Moving On. St. Martin’s Press, 2012, ISBN 978-0-312-64950-0.
- Shiksa: The Gentile Woman in the Jewish World. St. Martin’s Press, 2004, ISBN 0-312-31146-X.
- Sextet: A Literary Love Triangle. E-Book. She-books 2014, ISBN 978-1-940838-34-2.